# Сэквилл-Уэст, Вита
Виктория Мэри Сэквилл-Уэст, леди Никольсон (англ. Victoria Mary Sackville-West, Lady Nicolson; 9 марта 1892, Ноул-хаус, Кент, Великобритания — 2 июня 1962, Сиссингхерст, Кент, Великобритания), известная как Вита Сэквилл-Уэст (англ. Vita Sackville-West, [ˈvi.tə ˈsæk.ˌvɪl.ˈwɛst]), — английская писательница, аристократка, садовод, журналистка. Обладательница почётной степени доктора словесности, мировой судья (J.P.).
Её поэма «Земля» получила британскую литературную Готорнденскую премию в 1926 году. Второй раз Вита получила эту награду за книгу «Избранные стихотворения» в 1933 году, став, таким образом, единственным писателем, получавшим награду дважды. В 1948 году награждена Орденом Кавалеров Почёта за заслуги в литературе. Созданный ею и мужем сад Сиссингхерст является одним из признанных шедевров садового искусства Англии (Категория I в Реестре Английского наследия).
Вита Сэквилл-Уэст известна не только и не столько литературными трудами, сколько подробностями яркой личной жизни. Особую известность получили её романтические отношения с писательницами Вайолет Трефузис и Вирджинией Вулф.
Родившись в эру правления королевы Виктории, проведя юность в правление Эдуарда VII, достигнув зрелости в период модернизма, Вита была одной из ярчайших представительниц смены эпох в английской истории.

## Происхождение

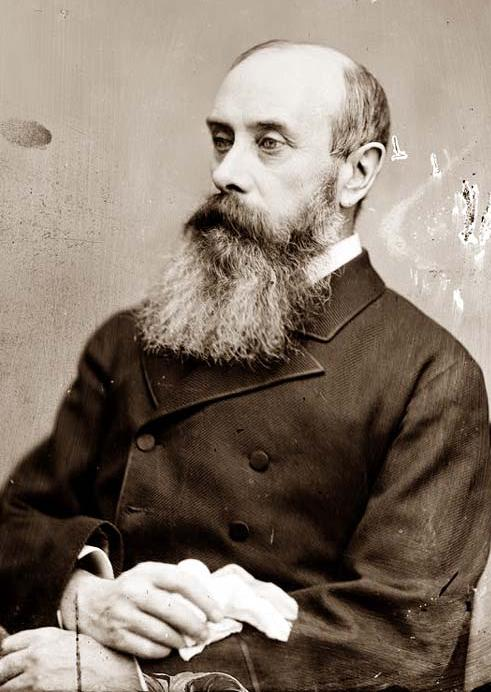
Лайонел Саквилл-Уэст
2-й барон Сэквилл
(дед Виты)

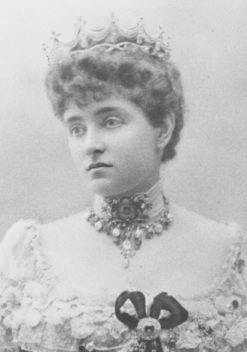
Виктория Сэквилл-Уэст
(мать Виты)

Виктория Мария происходит из английского аристократического рода баронов Сэквиллов. Фамилия «Сэквилл-Уэст» образовалась, когда в 1843 году по королевской лицензии прадед Виты, Джордж Джон Уэст, 5-й граф Де Ла Варр, прибавил к своему имени фамилию жены — Элизабет Сэквилл, баронессы Бакхерст, происходящей из рода герцогов Дорсета. Элизабет Сэквилл являлась потомком короля Англии Генриха III из династии Плантагенетов.
В связи с отсутствием наследников по мужской линии, титул герцогов Дорсета угас. Требовалось решить, кому перейдёт их собственность. По соглашению, она была разделена между семьёй Уэстов и сыном Элизабет — Мортимером Сэквилл-Уэстом, двоюродным дедом Виты. В числе прочего к Мортимеру отошло поместье Дорсетов — Ноул-хаус в Кенте. За преданную службу королевскому двору Мортимеру в 1876 году был пожалован наследственный титул барона Сэквилла, и Ноул-хаус стал постоянной резиденцией рода.

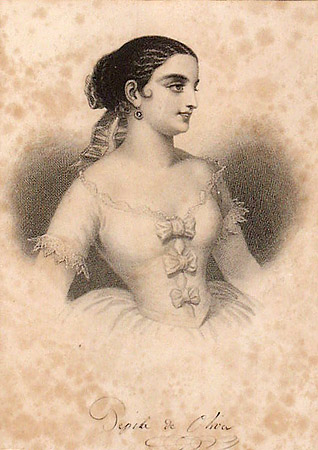
Хозефа Дуран (Пепита),
испанская танцовщица (бабушка Виты)

Ещё не зная о будущем наследовании баронства и огромного поместья, в конце 1840-х брат Мортимера, Лайонел (дед Виты), заводит роман с испанской танцовщицей Хосефой Дуран и Ортега, по прозвищу Пепита. Дочь Педро Дурана, простого парикмахера из Малаги, Пепита собирала аншлаги на сценах Франции и Германии, и её слава затмевала даже славу Лолы Монтес. Чёрные глаза танцовщицы покорили Лайонела. Нарушив цепочку аристократических браков, он связал с ней свою жизнь. Их брак не был признан из-за предыдущего замужества Хосефы с танцором Хуаном де Оливой. Тем не менее, барон прожил с ней до самой её смерти, всегда представлял как свою жену и зарегистрировал детей законнорождёнными (что позже было аннулировано). Среди их детей была и Виктория Жозефа Сэквилл-Уэст, мать Виты.
Скандальный характер связи английского аристократа и испанской танцовщицы не позволял семье переехать в Великобританию. Виктория была вынуждена жить в Аркашоне на юго-западе Франции с матерью, тем временем как её отец делал карьеру. После смерти Хосефы Дюран в 1871 году Виктория воспитывалась в одном из парижских монастырей. Лишь в 18 лет она появилась, наконец, в Англии, встретилась со своей аристократической роднёй и вышла в свет. Быстро освоившись, с чисто испанским темпераментом, унаследованным от Пепиты, она принялась вкушать все прелести жизни в высшем свете. Отправившись в 1881 с отцом в США, куда его назначили министром, она производит там фурор. Банкир Джон Морган и президент Честер Алан Артур среди её поклонников. Она получает многочисленные предложения о замужестве как от иностранных аристократов и американских миллионеров, так и от британских дипломатов (среди которых будущие крупные политики Чарльз Хардинг и Сесил Спринг-Райс). Но у Виктории имелись свои планы. По возвращении в Англию она в 1890 году выходит замуж за Лайонела Эдварда Сэквилл-Уэста, двоюродного брата, будущего 3-го барона Сэквилла. Воцарившись в Ноул-хаусе, Виктория целиком отдаётся великосветской жизни, заводя множественные знакомства, не стесняясь в денежных вопросах и удовлетворении своих прихотей.
Вита, родившаяся через два года после свадьбы, явилась истинной наследницей своих предков. Вся её жизнь — борьба двух полюсов. С одной стороны домоседка, всем сердцем привязанная к родному очагу, посвящающая ему огромное количество сил и заботы, с другой — любительница путешествий, ощущающая внутренний порыв отсоединиться от родины, осознать саму себя. С одной стороны — традиционная представительница эры Эдуарда VII, происходящая из древнего аристократического рода: роскошная женщина, талантливый литератор, изысканный садовод, мать двоих детей, прожившая в браке с мужем почти пятьдесят лет. С другой стороны — женщина с безумными страстями и бешеным темпераментом, чьи скандальные лесбийские романы будоражили общество и до сих пор затмевают её вклад в литературу.

### Генеалогическое древо
Фрагмент:
|                                                     |                                                     |                                                     |                                                     |                                                     |                                                     |  |  |                                   |                                   |                                   |                                   |                                   |                                   |  |  | Генрих III, король Англии (1207—1272)              |                                                    |                                                    |                                                    |                                                    |                                                    |                            |                            |                                                           |                                                           |                                                           |                                                           |                                                           |                                                           |                   |                   |                               |                               |                               |                               |                               |                               |  |  |  |  |
|                                                     |                                                     |                                                     |                                                     |                                                     |                                                     |  |  |                                   |                                   |                                   |                                   |                                   |                                   |  |  |                                                    |                                                    |                                                    |                                                    |                                                    |                                                    |                            |                            |                                                           |                                                           |                                                           |                                                           |                                                           |                                                           |                   |                   |                               |                               |                               |                               |                               |                               |  |  |  |  |
|                                                     |                                                     |                                                     |                                                     |                                                     |                                                     |  |  |                                   |                                   |                                   |                                   |                                   |                                   |  |  |                                                    |                                                    |                                                    |                                                    |                                                    |                                                    |                            |                            |                                                           |                                                           |                                                           |                                                           |                                                           |                                                           |                   |                   |                               |                               |                               |                               |                               |                               |  |  |  |  |
|                                                     |                                                     |                                                     |                                                     |                                                     |                                                     |  |  |                                   |                                   |                                   |                                   |                                   |                                   |  |  |                                                    |                                                    |                                                    |                                                    |                                                    |                                                    |                            |                            |                                                           |                                                           |                                                           |                                                           |                                                           |                                                           |                   |                   |                               |                               |                               |                               |                               |                               |  |  |  |  |
|                                                     |                                                     |                                                     |                                                     |                                                     |                                                     |  |  |                                   |                                   |                                   |                                   |                                   |                                   |  |  |                                                    |                                                    |                                                    |                                                    |                                                    |                                                    |                            |                            |                                                           |                                                           |                                                           |                                                           |                                                           |                                                           |                   |                   |                               |                               |                               |                               |                               |                               |  |  |  |  |
|                                                     |                                                     |                                                     |                                                     |                                                     |                                                     |  |  |                                   |                                   |                                   |                                   |                                   |                                   |  |  | Элизабет Сэквилл (1795—1870)                       | Элизабет Сэквилл (1795—1870)                       | Элизабет Сэквилл (1795—1870)                       | Элизабет Сэквилл (1795—1870)                       | Элизабет Сэквилл (1795—1870)                       | Элизабет Сэквилл (1795—1870)                       |                            |                            | Джордж Джон Уэст (1791—1869)                              | Джордж Джон Уэст (1791—1869)                              | Джордж Джон Уэст (1791—1869)                              | Джордж Джон Уэст (1791—1869)                              | Джордж Джон Уэст (1791—1869)                              | Джордж Джон Уэст (1791—1869)                              |                   |                   |                               |                               |                               |                               |                               |                               |  |  |  |  |
|                                                     |                                                     |                                                     |                                                     |                                                     |                                                     |  |  |                                   |                                   |                                   |                                   |                                   |                                   |  |  | Элизабет Сэквилл (1795—1870)                       | Элизабет Сэквилл (1795—1870)                       | Элизабет Сэквилл (1795—1870)                       | Элизабет Сэквилл (1795—1870)                       | Элизабет Сэквилл (1795—1870)                       | Элизабет Сэквилл (1795—1870)                       |                            |                            | Джордж Джон Уэст (1791—1869)                              | Джордж Джон Уэст (1791—1869)                              | Джордж Джон Уэст (1791—1869)                              | Джордж Джон Уэст (1791—1869)                              | Джордж Джон Уэст (1791—1869)                              | Джордж Джон Уэст (1791—1869)                              |                   |                   |                               |                               |                               |                               |                               |                               |  |  |  |  |
|                                                     |                                                     |                                                     |                                                     |                                                     |                                                     |  |  |                                   |                                   |                                   |                                   |                                   |                                   |  |  |                                                    |                                                    |                                                    |                                                    |                                                    |                                                    |                            |                            |                                                           |                                                           |                                                           |                                                           |                                                           |                                                           |                   |                   |                               |                               |                               |                               |                               |                               |  |  |  |  |
|                                                     |                                                     |                                                     |                                                     |                                                     |                                                     |  |  |                                   |                                   |                                   |                                   |                                   |                                   |  |  |                                                    |                                                    |                                                    |                                                    |                                                    |                                                    |                            |                            |                                                           |                                                           |                                                           |                                                           |                                                           |                                                           |                   |                   |                               |                               |                               |                               |                               |                               |  |  |  |  |
| Мортимер Сэквилл-Уэст 1-й барон Сэквилл (1820—1888) | Мортимер Сэквилл-Уэст 1-й барон Сэквилл (1820—1888) | Мортимер Сэквилл-Уэст 1-й барон Сэквилл (1820—1888) | Мортимер Сэквилл-Уэст 1-й барон Сэквилл (1820—1888) | Мортимер Сэквилл-Уэст 1-й барон Сэквилл (1820—1888) | Мортимер Сэквилл-Уэст 1-й барон Сэквилл (1820—1888) |  |  | Жозефа Дюран (Пепита) (1830—1871) | Жозефа Дюран (Пепита) (1830—1871) | Жозефа Дюран (Пепита) (1830—1871) | Жозефа Дюран (Пепита) (1830—1871) | Жозефа Дюран (Пепита) (1830—1871) | Жозефа Дюран (Пепита) (1830—1871) |  |  | Лайонел Сэквилл-Уэст 2-й барон Сэквилл (1827—1908) | Лайонел Сэквилл-Уэст 2-й барон Сэквилл (1827—1908) | Лайонел Сэквилл-Уэст 2-й барон Сэквилл (1827—1908) | Лайонел Сэквилл-Уэст 2-й барон Сэквилл (1827—1908) | Лайонел Сэквилл-Уэст 2-й барон Сэквилл (1827—1908) | Лайонел Сэквилл-Уэст 2-й барон Сэквилл (1827—1908) |                            |                            | Уильям Эдвард Сэквилл-Уэст (1830—1905)                    | Уильям Эдвард Сэквилл-Уэст (1830—1905)                    | Уильям Эдвард Сэквилл-Уэст (1830—1905)                    | Уильям Эдвард Сэквилл-Уэст (1830—1905)                    | Уильям Эдвард Сэквилл-Уэст (1830—1905)                    | Уильям Эдвард Сэквилл-Уэст (1830—1905)                    |                   |                   | Джорджина Додвелл (1835—1883) | Джорджина Додвелл (1835—1883) | Джорджина Додвелл (1835—1883) | Джорджина Додвелл (1835—1883) | Джорджина Додвелл (1835—1883) | Джорджина Додвелл (1835—1883) |  |  |  |  |
| Мортимер Сэквилл-Уэст 1-й барон Сэквилл (1820—1888) | Мортимер Сэквилл-Уэст 1-й барон Сэквилл (1820—1888) | Мортимер Сэквилл-Уэст 1-й барон Сэквилл (1820—1888) | Мортимер Сэквилл-Уэст 1-й барон Сэквилл (1820—1888) | Мортимер Сэквилл-Уэст 1-й барон Сэквилл (1820—1888) | Мортимер Сэквилл-Уэст 1-й барон Сэквилл (1820—1888) |  |  | Жозефа Дюран (Пепита) (1830—1871) | Жозефа Дюран (Пепита) (1830—1871) | Жозефа Дюран (Пепита) (1830—1871) | Жозефа Дюран (Пепита) (1830—1871) | Жозефа Дюран (Пепита) (1830—1871) | Жозефа Дюран (Пепита) (1830—1871) |  |  | Лайонел Сэквилл-Уэст 2-й барон Сэквилл (1827—1908) | Лайонел Сэквилл-Уэст 2-й барон Сэквилл (1827—1908) | Лайонел Сэквилл-Уэст 2-й барон Сэквилл (1827—1908) | Лайонел Сэквилл-Уэст 2-й барон Сэквилл (1827—1908) | Лайонел Сэквилл-Уэст 2-й барон Сэквилл (1827—1908) | Лайонел Сэквилл-Уэст 2-й барон Сэквилл (1827—1908) |                            |                            | Уильям Эдвард Сэквилл-Уэст (1830—1905)                    | Уильям Эдвард Сэквилл-Уэст (1830—1905)                    | Уильям Эдвард Сэквилл-Уэст (1830—1905)                    | Уильям Эдвард Сэквилл-Уэст (1830—1905)                    | Уильям Эдвард Сэквилл-Уэст (1830—1905)                    | Уильям Эдвард Сэквилл-Уэст (1830—1905)                    |                   |                   | Джорджина Додвелл (1835—1883) | Джорджина Додвелл (1835—1883) | Джорджина Додвелл (1835—1883) | Джорджина Додвелл (1835—1883) | Джорджина Додвелл (1835—1883) | Джорджина Додвелл (1835—1883) |  |  |  |  |
|                                                     |                                                     |                                                     |                                                     |                                                     |                                                     |  |  |                                   |                                   |                                   |                                   |                                   |                                   |  |  |                                                    |                                                    |                                                    |                                                    |                                                    |                                                    |                            |                            |                                                           |                                                           |                                                           |                                                           |                                                           |                                                           |                   |                   |                               |                               |                               |                               |                               |                               |  |  |  |  |
|                                                     |                                                     |                                                     |                                                     |                                                     |                                                     |  |  |                                   |                                   |                                   |                                   |                                   |                                   |  |  |                                                    |                                                    |                                                    |                                                    |                                                    |                                                    |                            |                            |                                                           |                                                           |                                                           |                                                           |                                                           |                                                           |                   |                   |                               |                               |                               |                               |                               |                               |  |  |  |  |
|                                                     |                                                     |                                                     |                                                     |                                                     |                                                     |  |  |                                   |                                   |                                   |                                   |                                   |                                   |  |  | Виктория Джозефа Сэквилл-Уэст (1862—1936)          | Виктория Джозефа Сэквилл-Уэст (1862—1936)          | Виктория Джозефа Сэквилл-Уэст (1862—1936)          | Виктория Джозефа Сэквилл-Уэст (1862—1936)          | Виктория Джозефа Сэквилл-Уэст (1862—1936)          | Виктория Джозефа Сэквилл-Уэст (1862—1936)          |                            |                            | Лайонел Эдвард Сэквилл-Уэст 3-й барон Сэквилл (1867—1928) | Лайонел Эдвард Сэквилл-Уэст 3-й барон Сэквилл (1867—1928) | Лайонел Эдвард Сэквилл-Уэст 3-й барон Сэквилл (1867—1928) | Лайонел Эдвард Сэквилл-Уэст 3-й барон Сэквилл (1867—1928) | Лайонел Эдвард Сэквилл-Уэст 3-й барон Сэквилл (1867—1928) | Лайонел Эдвард Сэквилл-Уэст 3-й барон Сэквилл (1867—1928) |                   |                   |                               |                               |                               |                               |                               |                               |  |  |  |  |
|                                                     |                                                     |                                                     |                                                     |                                                     |                                                     |  |  |                                   |                                   |                                   |                                   |                                   |                                   |  |  | Виктория Джозефа Сэквилл-Уэст (1862—1936)          | Виктория Джозефа Сэквилл-Уэст (1862—1936)          | Виктория Джозефа Сэквилл-Уэст (1862—1936)          | Виктория Джозефа Сэквилл-Уэст (1862—1936)          | Виктория Джозефа Сэквилл-Уэст (1862—1936)          | Виктория Джозефа Сэквилл-Уэст (1862—1936)          |                            |                            | Лайонел Эдвард Сэквилл-Уэст 3-й барон Сэквилл (1867—1928) | Лайонел Эдвард Сэквилл-Уэст 3-й барон Сэквилл (1867—1928) | Лайонел Эдвард Сэквилл-Уэст 3-й барон Сэквилл (1867—1928) | Лайонел Эдвард Сэквилл-Уэст 3-й барон Сэквилл (1867—1928) | Лайонел Эдвард Сэквилл-Уэст 3-й барон Сэквилл (1867—1928) | Лайонел Эдвард Сэквилл-Уэст 3-й барон Сэквилл (1867—1928) |                   |                   |                               |                               |                               |                               |                               |                               |  |  |  |  |
|                                                     |                                                     |                                                     |                                                     |                                                     |                                                     |  |  |                                   |                                   |                                   |                                   |                                   |                                   |  |  |                                                    |                                                    |                                                    |                                                    |                                                    |                                                    |                            |                            |                                                           |                                                           |                                                           |                                                           |                                                           |                                                           |                   |                   |                               |                               |                               |                               |                               |                               |  |  |  |  |
|                                                     |                                                     |                                                     |                                                     |                                                     |                                                     |  |  |                                   |                                   |                                   |                                   |                                   |                                   |  |  |                                                    |                                                    |                                                    |                                                    | Виктория Мэри Сэквилл-Уэст                         | Виктория Мэри Сэквилл-Уэст                         | Виктория Мэри Сэквилл-Уэст | Виктория Мэри Сэквилл-Уэст | Виктория Мэри Сэквилл-Уэст                                | Виктория Мэри Сэквилл-Уэст                                |                                                           |                                                           | Гарольд Никольсон                                         | Гарольд Никольсон                                         | Гарольд Никольсон | Гарольд Никольсон | Гарольд Никольсон             | Гарольд Никольсон             |                               |                               |                               |                               |  |  |  |  |
|                                                     |                                                     |                                                     |                                                     |                                                     |                                                     |  |  |                                   |                                   |                                   |                                   |                                   |                                   |  |  |                                                    |                                                    |                                                    |                                                    | Виктория Мэри Сэквилл-Уэст                         | Виктория Мэри Сэквилл-Уэст                         | Виктория Мэри Сэквилл-Уэст | Виктория Мэри Сэквилл-Уэст | Виктория Мэри Сэквилл-Уэст                                | Виктория Мэри Сэквилл-Уэст                                |                                                           |                                                           | Гарольд Никольсон                                         | Гарольд Никольсон                                         | Гарольд Никольсон | Гарольд Никольсон | Гарольд Никольсон             | Гарольд Никольсон             |                               |                               |                               |                               |  |  |  |  |

## Биография

### Детство и юность

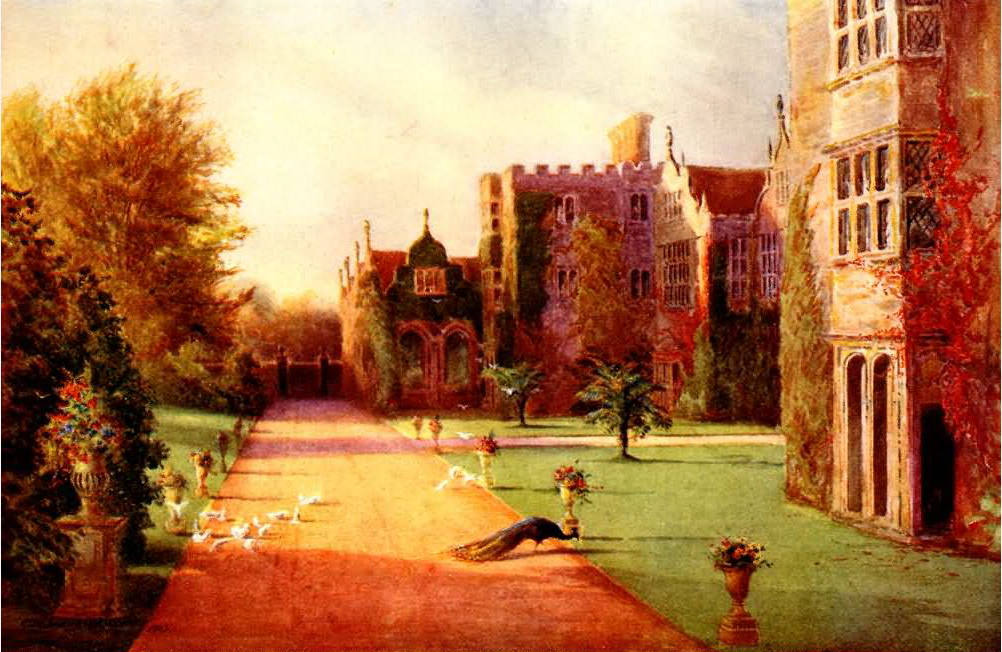
Ноул-хаус, родовое поместье

Эдвардианская эпоха, безмятежный «золотой век», — именно таким остался в памяти поколения краткий период царствования Эдуарда VII, стёртый жерновами Первой мировой войны. Умиротворенное время, идиллические очертания которого, сохранённые из детства, пришедшегося на ту эпоху, запечатлены Дж. Р. Р. Толкином в облике Шира — вымышленном поселении из его романа «Властелин колец». Время, когда аристократия могла наслаждаться сливками культурного и технического прогресса, посвящать времяпровождение философским спорам и комфортабельным путешествиям. Война разрушила этот во многом иллюзорный мир, но она же способствовала рождению непроходящей ностальгии по нему.
Вита родилась 9 марта 1892 года в 4:15 утра в Ноул-хаусе и весила при рождении 7,5 фунтов (3,4 кг).

### Замужество
1 октября 1913 года после трёх лет знакомства двадцатиоднолетняя Вита выходит замуж за английского дипломата Гарольда Никольсона. Эта доминирующая мужеподобная женщина и этот слегка женственный мужчина — оба они мучились от осознания «неправильности» своего брака. Оба были гомосексуальны, оба заводили романы на стороне, зачастую параллельно, но это не разрушало их глубокую привязанность друг к другу. У них было двое сыновей, Найджел и Бенедикт.

### Последние десятилетия
Во время Второй мировой войны Вита занималась административным управлением в «Женской земледельческой армии», гражданской организации, созданной в Великобритании для оказания подмоги сельскому хозяйству в период войны.

## Литературное творчество
Я войду в английскую литературу. Так или иначе.Запись в дневнике Виты
Вита является автором более 40 книг, среди которых проза и поэзия, путевые заметки и биографии, исторические произведения и книги о садоводстве. Стремление, выраженное в дневниковой записи, она осуществляла с присущей ей энергией, хотя внутренние сомнения насчёт себя как автора терзали её всегда.
Наиболее оценённым при жизни оказался её вклад в поэзию, ныне незаслуженно почти забытую. Равнодушие к политике как к пустому занятию, не оставляющему следа, делало её неспособной создавать социально злободневные стихи. И хотя стихотворения «К ловчему» (To any M.F.H.) и «Выезд с ружьём» (Out with a Gun), выступающие против традиций английской охоты, выражают её возмущение существованием кровавых видов спорта в мире, полном войн, в целом Вита не желала иметь дела с политическими и социальными реалиями. Поэзия всегда была самым интимным творчеством Виты, прибежищем чувств и мечтаний. Именно поэзия делала её по-настоящему счастливой. Но отношение к собственным стихам наполнялось мучительными переживаниями. Отсутствие изящества, излишняя занудность, — она считала себя слишком старомодной. Об этой опасности предупреждала её и Вирждиния Вулф, стараясь приободрить подругу, но переделать себя Вита не могла.
…не сомневаюсь, Спендер или Оден мои стихи за поэзию не посчитают.Вита
Но именно за поэзию она получила две свои литературные премии. Её стихи печатались в журналах, ещё при жизни входили в сборники авторов-модернистов. Тем больнее оказался для неё удар, когда в 1950 году её исключили из списка поэтов «Сообщества авторов», выбранных для чтения своих произведений королеве. С этого времени она никогда больше стихов не писала. Две настоящие трагедии её жизни: потеря Ноул-хауса и осознание того, что она отнюдь не великая писательница. Она пришла к осознанию, что так и не стала настоящим поэтом.
Во время своей жизни Вита, как писательница, превосходила свою подругу Вирджинию Вулф по популярности. Однако по прошествии времени, стало очевидным: влияние Вулф на литературу оказалось намного более сильным. Так же как Франсес Конфорд и Руфь Питтер, Вита весьма успешно печаталась и имела хорошую репутацию, но в дальнейшем их творчество считалось слишком унылым. Стихи Виты получали широкое распространение через газеты, радио, публичные выступления, что не спасало их от критики таких эксперименталистов как Эдит Ситуэлл. Связанная как с ведущими представителями консервативного литературного истеблишмента, так и с интеллектуалами Блумсбери, Вита вполне соответствовала понятию «георгианец»: её стихи включались в антологию георгианской поэзии Эдварда Марша, она творила в период расцвета этого стиля (1910—1936), её творчеству свойственны как упорядоченная стилистика, так и использование пасторальных мотивов.

### Поэма «Земля»
Самый известный стихотворный труд Виты, эта поэма была удостоена премии Готорндена в 1926 году. Джеймс Ривз включил её в антологию поэзии георгианцев в 1962 году. К январю 1927 года она выдержала третье издание. Признание достоинств произведения, тем не менее, одновременно могло рассматриваться как принадлежность скучному консерватизму. Сама Вита осознавала старомодность своего труда, невзирая на качество работы.

### Стихотворения
Сборник «Избранные стихотворения», удостоенный премии Готорндена в 1933 году, отразил внутреннюю противоречивость Виты, свойственную ей во многом. Основываясь на сюжете, сборник можно разделить на пять частей: «В Англии» (In England), «Заграницей» (Abroad), «Люди» (People), «Бунт» (Insurrection), «Любовь» (Love). Однако это условное деление едва ли соответствует богатству внутреннего смысла. Скорее, оно относится лишь к внешним обстоятельствам, описываемым в стихах. «Сиссингхерст», наполненный ностальгией, может рассматриваться как выражение грусти по утраченному «золотому веку». Но скорее всего, учитывая ту интимность, с которой Вита относилась к своей поэзии, стихотворение посвящено гораздо более личному чувству — утрате дома её детства, Ноул-хауса, тоску по которому она ощущала всю жизнь. Возлагая надежды на Сиссингхерст как на замену Ноул-хауса, Вита заканчивает стихотворение призывом отказаться от тоски по прошлому. Но тон повествования наполнен беспокойством так же, как удовлетворением.
Её неоднократные лесбийские романы, в которых она одновременно и проявляла себя и вступала в контакт с чувствами другой женщины, дали ей многогранное видение женской натуры. Стихи, посвящённые исследованию своего внутреннего мира, как и поэтические портреты женщин, относятся к её лучшим творениям. В «Прощании» (Valediction), кажущимся почти биографичным, звучит сожаление о непостоянстве любви, а «Одиночестве» (Solitude) трогает интимной открытостью. Леонард Вулф, как её издатель, считал «Одиночество», раскрывающее тайный мир её страстей, самым лучшим стихотворением Виты. Несмотря на то, что в жизни Вита придерживалась феминистских взглядов на независимость в сексуальной жизни и совершенно отвергала ригоризм гетеросексуальности, она опасалась носить ярлык «феминистки». В «Королевской дочери», «Избранных стихотворениях» и «Одиночестве» бережное обращение с лесбийским субъективным взглядом на жизнь совмещается со сдержанностью в выражении себя, что перекликается и с тем интуитивным недоверием к людским пересудам, какое можно узнать из её переписки.
«Сон» (A Dream), вдохновением для которого стало одно из сновидений Виты, лелеет уединённость. Она и боялась и желала её. Повседневные заботы, не дающие покоя, не имеют власти над успокоением в воспоминаниях о старых временах. В «Прядильщице» (Spinster) именно рутина сопоставлена с ограничениями уединённости. Бездонная пропасть женского одиночества выражена в образе шахматной игры. Текстуальные и символьные планы стихотворения выражают призрачность удовлетворенности от замены общением с фигурами на доске радости настоящей человеческой близости.

### Роман «Эдвардианцы»
Роман «Эдвардианцы» (Edwardians) является одним из наиболее известных произведений Виты. Эдвардианец — англичанин эдвардианской эпохи, современник короля Эдуарда VII. В романе Вита попыталась воссоздать мир своего детства и юности, окончание которых совпало со вступлением на престол Георга V.

### Биографии
Витой написаны биографии английской писательницы XVII века Афры Бен, английского поэта XVII века Эндрю Марвелла, Жанны д’Арк, католических святых, монахинь Терезы Авильской и Терезы из Лизьё, французской принцессы XVII века, «великой мадемуазели» Анны де Монпансье, а также биография своей бабушки, испанской танцовщицы Хозефы Дуран по прозвищу Пепита.
Биография «Пепита», которая посвящена в значительной мере и матери, раскрывает внутренний мир самой Виты, как автора произведения. Рассматривая жизни Жозефы и Виктории, выступая свидетельницей исторических событий, Вита словно пытается найти ответы о себе самой, о той внутренней двуликости, что была ей присуща. Не создав апологии, Вита, тем не менее, делает попытку осмыслить саму себя. Ей не довелось видеть Пепиту, и воссозданный её образ, возможно, был как проявлением alter ego Виты, так и попыткой изгнать «испанских бесов» из своей души. Описания же матери, наоборот, основывались на личных воспоминаниях, далеко не всегда безоблачных, и это обусловило написание книги лишь после смерти матери в 1936 году.

### Прочие произведения
Среди прочих произведений Виты можно отметить роман «Большой Каньон» (Grand Canyon) 1942 года, написанный в жанре альтернативной истории. В книге показана история США, после того как Германия победила в европейской войне и Америка была отдана в её владения. Роман был отвергнут несколькими издательствами, прежде чем был напечатан.
Последним романом Виты стал «На море вех не ставят» (No Signposts in the Sea) 1961 года. В книге она впервые открыто говорит о лесбийских отношениях, рассматривая судьбу одной из героинь романа Лоры. Прежде она освещала эту тему лишь в своих стихотворениях. В этом романе она наиболее близко приближается к тому, чтобы объединить, наконец, в одно целое свою противоречивую натуру. Однако синтеза своей дуальности ей достичь так и не удаётся.

## Романтические отношения

### Вайолет Трефузис
11 ноября 1918 года влюблённые девушки уезжают в Париж. Там Вита маскируется под молодого человека, называется Джулианом, что позволяет ей открыто проявлять свои чувства к возлюбленной.
15 марта 1919 года Вита соглашается поговорить с мужем. 16 июня 1919 года Вайолет выходит замуж за Дениса Трефузиса, и в этот же вечер Вита лишает её девственности в отеле. Весь медовый месяц Вайолет и Денис живут раздельно. Вскоре после возвращения в Англию женщины задумывают новый побег, на этот раз в Монако. Но семьи Кеппелов и Сэквилл-Уэстов объединяются и разделяют пару, стремясь не допустить скандала. К тому времени Вита начинает терять интерес к возлюбленной, узнав, что та спит с мужем и не хранит ей верность.
Каждая из женщин отразила пережитые чувства в романе: Вита написала «Вызов» (Challenge), а Вайолет — «Английский узор» (Broderie Anglaise).

### Вирджиния Вулф
Я действительно спала с ней (дважды), но это всё. Теперь
ты знаешь об этом всё, и, надеюсь, я тебя не шокировала.Письмо Виты о Вирджинии мужу Харольду
Для Вирджинии Вита олицетворяла собой женщину, а для Виты Вирджиния была образом настоящей писательницы, такой, какой хотела быть она сама.

### Прочие романы
Вита имела множество романов с женщинами. Среди её увлечений герцогиня Веллингтон, поэтесса Дороти Уеллесли, представительница лондонской богемы Мэри Кэмпбелл, первая заведующая организацией интервью на Би-би-си Хильда Матесон, шотландская журналистка Эвелин Айронс, английская писательница и драматург Кристабель Маршалл и прочие.

## Внешний вид, черты характера
Эффектная внешность Виты, бывало, заставляла испытать потрясение необычной смесью женственности и мужественности: словно леди Чаттерлей и её любовник соединились в одно целое.
У неё были очень толстые брови и очень тёмные глаза; на щеках проступал сильный румянец, и она даже не пыталась скрыть весьма заметные усики, о которых с такой любовью упоминала Вирджиния (Вулф). На ней были тяжёлые серьги и тонкая нить жемчуга, которая терялась в кружевной блузе, а поверх — великолепный бархатный жакет, в то время как её ноги, про которые миссис Вулф говорила, что они вызывают в памяти стволы крепких деревьев, были облачены в егерские бриджи и высокие ботинки со шнуровкой до колен.
Оригинальный текст (англ.)She had very thick eyebrows, and very dark eyes; her cheeks were highly coloured and she made no effort to dissimulate the very visible moustache that Virginia had affectionately mentioned. She was wearing heavy earrings and a thin string of pearls that plunged down inside a lace blouse, and over it all great velvet jacket, while her legs, which Mrs. Woolf said called to mind the trunks of vigorous trees, were stuffed into gamekeepers' breeches and high boots laced to the kneesПитер Кеннел, воспоминания, относящиеся к 1936 году
С детства Вита мечтала быть не женщиной, а мужчиной. Это желание проявилось через её необычайную энергичность, богатство натуры и склонность к авторитаризму. Но её стремления имели практическую основу: если она предпочитала мужскую одежду, то потому, что та удобна, если она жалела, что не мужчина, то потому, что из-за этого не имела прав на наследование родового поместья.
Для неё не существовало различия между гетеросексуальной и гомосексуальной любовью. Относительно своих страстей и желаний она всегда оставалась предельно честна и не испытывала ни тени сомнений.
| Хронология основных событий жизни Виты Сэквилл-Уэст | Хронология основных событий жизни Виты Сэквилл-Уэст | Хронология основных событий жизни Виты Сэквилл-Уэст | Хронология основных событий жизни Виты Сэквилл-Уэст     | Хронология основных событий жизни Виты Сэквилл-Уэст | Хронология основных событий жизни Виты Сэквилл-Уэст                                                 | Хронология основных событий жизни Виты Сэквилл-Уэст | Хронология основных событий жизни Виты Сэквилл-Уэст | Хронология основных событий жизни Виты Сэквилл-Уэст | Хронология основных событий жизни Виты Сэквилл-Уэст |
| год                                                 | возраст                                             | семья                                               | семья                                                   | творчество, награды                                 | творчество, награды                                                                                 | любовь                                              | любовь                                              | дом, поездки                                        | дом, поездки                                        |
| --------------------------------------------------- | --------------------------------------------------- | --------------------------------------------------- | ------------------------------------------------------- | --------------------------------------------------- | --------------------------------------------------------------------------------------------------- | --------------------------------------------------- | --------------------------------------------------- | --------------------------------------------------- | --------------------------------------------------- |
| 1892                                                | 0                                                   |                                                     | 9 марта, Вита родилась                                  |                                                     | |                                                     |                                                     |                                                     | детство в Ноул-хаусе                                |
| 1904                                                | 12                                                  |                                                     |                                                         |                                                     | |                                                     | знакомство с Вайолет Трефузис                       |                                                     |                                                     |
| 1905                                                | 13                                                  |                                                     | 30 сентября, смерть деда, Уильяма Эдварда Сэквилл-Уэста |                                                     | |                                                     |                                                     |                                                     |                                                     |
| 1908                                                | 16                                                  |                                                     | 3 сентября, смерть деда, Лайонела Сэквилл-Уэста         |                                                     | |                                                     |                                                     |                                                     |                                                     |
| 1913                                                | 21                                                  |                                                     | 1 октября, бракосочетание с Харольдом Николсоном        |                                                     | |                                                     |                                                     |                                                     |                                                     |
| 1914                                                | 22                                                  |                                                     | 6 августа, рождение сына, Бенедикта                     |                                                     | |                                                     |                                                     |                                                     | переезд в Лонг-Барн                                 |
| 1915                                                | 22                                                  |                                                     | рождение ребёнка (мертворождённый)                      |                                                     | |                                                     |                                                     |                                                     |                                                     |
| 1917                                                | 24                                                  |                                                     | 19 января, рождение сына, Найджела                      |                                                     | публикация «Стихотворения Востока и Запада»                                                         |                                                     |                                                     |                                                     |                                                     |
| 1918                                                | 25                                                  |                                                     |                                                         |                                                     | |                                                     | начало романа с Вайолет Трефузис                    |                                                     |                                                     |
| 1919                                                | 26                                                  |                                                     |                                                         |                                                     | публикация первого романа «Наследство»                                                              |                                                     |                                                     |                                                     |                                                     |
| 1920                                                | 26                                                  |                                                     |                                                         |                                                     | |                                                     | побег в Париж с Вайолет Трефузис                    |                                                     |                                                     |
| 1925                                                | 33                                                  |                                                     |                                                         |                                                     | |                                                     | начало интимной дружбы с Вирджинией Вулф            |                                                     |                                                     |
| 1926                                                | 33                                                  |                                                     |                                                         |                                                     | публикация поэмы «Земля»                                                                            |                                                     | роман с Мэри Кэмпбелл                               |                                                     | путешествие в Тегеран                               |
| 1927                                                | 34                                                  |                                                     |                                                         |                                                     | премия Хоторндена (за поэму «Земля»)                                                                |                                                     |                                                     |                                                     | путешествие в Тегеран                               |
| 1928                                                | 35                                                  |                                                     | смерть отца, Лайонела Эдварда Сэквилл-Уэста             |                                                     | |                                                     |                                                     |                                                     |                                                     |
| 1930                                                | 37                                                  |                                                     |                                                         |                                                     | публикация романа «Эдвардианцы»                                                                     |                                                     | начало романа с Хильдой Матесон                     |                                                     | переезд в Сиссингхерст                              |
| 1931                                                | 38                                                  |                                                     |                                                         |                                                     | публикация романа «Всех страстей минувших»                                                          |                                                     |                                                     |                                                     |                                                     |
| 1933                                                | 41                                                  |                                                     |                                                         |                                                     | премия Хоторндена (за сборник стихотворений)                                                        |                                                     |                                                     |                                                     | путешествие в Северную Америку                      |
| 1934                                                | 42                                                  |                                                     |                                                         |                                                     | |                                                     |                                                     |                                                     | путешествие в Италию                                |
| 1936                                                | 43                                                  |                                                     | 30 января, смерть матери, Виктории Джозефы Сэквилл-Уэст |                                                     | |                                                     |                                                     |                                                     |                                                     |
| 1937                                                | 45                                                  |                                                     |                                                         |                                                     | публикация биографии «Пепита»                                                                       |                                                     |                                                     |                                                     | путешествие в Алжир                                 |
| 1946                                                | 53                                                  |                                                     |                                                         |                                                     | публикация поэмы «Сад» и получение за неё премии Хайнеманна начинает вести колонку в «The Observer» |                                                     |                                                     |                                                     |                                                     |
| 1948                                                | 55                                                  |                                                     |                                                         |                                                     | награждение Орденом Кавалеров Почёта                                                                |                                                     |                                                     |                                                     |                                                     |
| 1953                                                | 61                                                  |                                                     | женитьба сына, Найджела                                 |                                                     | |                                                     |                                                     |                                                     |                                                     |
| 1955                                                | 63                                                  |                                                     | женитьба сына, Бенедикта                                |                                                     | награждение медалью Витча                                                                           |                                                     |                                                     |                                                     |                                                     |
| 1956                                                | 63                                                  |                                                     | рождение внучки, Ванессы                                |                                                     | |                                                     |                                                     |                                                     |                                                     |
| 1957                                                | 65                                                  |                                                     | рождение внука, Адама                                   |                                                     | |                                                     |                                                     |                                                     |                                                     |
| 1961                                                | 68                                                  |                                                     |                                                         |                                                     | публикация последнего романа «В море вех не ставят»                                                 |                                                     |                                                     |                                                     |                                                     |
| 1962                                                | 70                                                  |                                                     | 2 июня, Вита скончалась                                 |                                                     | |                                                     |                                                     |                                                     |                                                     |

## Потомки

### Дети и внуки
Генеалогическое древо:
|                              |                              |                              |                              |                              |                              |                  |                  |                           |                           |                           |                           | Виктория Мэри Сэквилл-Уэст (1892—1962) | Виктория Мэри Сэквилл-Уэст (1892—1962) | Виктория Мэри Сэквилл-Уэст (1892—1962) | Виктория Мэри Сэквилл-Уэст (1892—1962) | Виктория Мэри Сэквилл-Уэст (1892—1962) | Виктория Мэри Сэквилл-Уэст (1892—1962) |                              |                              | Гарольд Никольсон (1886—1968) | Гарольд Никольсон (1886—1968) | Гарольд Никольсон (1886—1968) | Гарольд Никольсон (1886—1968) | Гарольд Никольсон (1886—1968) | Гарольд Никольсон (1886—1968) |                              |                              |                              |                              |               |               |               |               |  |  |
|                              |                              |                              |                              |                              |                              |                  |                  |                           |                           |                           |                           | Виктория Мэри Сэквилл-Уэст (1892—1962) | Виктория Мэри Сэквилл-Уэст (1892—1962) | Виктория Мэри Сэквилл-Уэст (1892—1962) | Виктория Мэри Сэквилл-Уэст (1892—1962) | Виктория Мэри Сэквилл-Уэст (1892—1962) | Виктория Мэри Сэквилл-Уэст (1892—1962) |                              |                              | Гарольд Никольсон (1886—1968) | Гарольд Никольсон (1886—1968) | Гарольд Никольсон (1886—1968) | Гарольд Никольсон (1886—1968) | Гарольд Никольсон (1886—1968) | Гарольд Никольсон (1886—1968) |                              |                              |                              |                              |               |               |               |               |  |  |
|                              |                              |                              |                              |                              |                              |                  |                  |                           |                           |                           |                           |                                        |                                        |                                        |                                        |                                        |                                        |                              |                              |                               |                               |                               |                               |                               |                               |                              |                              |                              |                              |               |               |               |               |  |  |
|                              |                              |                              |                              |                              |                              |                  |                  |                           |                           |                           |                           |                                        |                                        |                                        |                                        |                                        |                                        |                              |                              |                               |                               |                               |                               |                               |                               |                              |                              |                              |                              |               |               |               |               |  |  |
|                              |                              |                              |                              | Филиппа д’Инкорт             | Филиппа д’Инкорт             | Филиппа д’Инкорт | Филиппа д’Инкорт | Филиппа д’Инкорт          | Филиппа д’Инкорт          |                           |                           | Найджел Николсон (1917—2004)           | Найджел Николсон (1917—2004)           | Найджел Николсон (1917—2004)           | Найджел Николсон (1917—2004)           | Найджел Николсон (1917—2004)           | Найджел Николсон (1917—2004)           |                              |                              | Бенедикт Николсон (1914—1978) | Бенедикт Николсон (1914—1978) | Бенедикт Николсон (1914—1978) | Бенедикт Николсон (1914—1978) | Бенедикт Николсон (1914—1978) | Бенедикт Николсон (1914—1978) |                              |                              | Луиза Вертова                | Луиза Вертова                | Луиза Вертова | Луиза Вертова | Луиза Вертова | Луиза Вертова |  |  |
|                              |                              |                              |                              | Филиппа д’Инкорт             | Филиппа д’Инкорт             | Филиппа д’Инкорт | Филиппа д’Инкорт | Филиппа д’Инкорт          | Филиппа д’Инкорт          |                           |                           | Найджел Николсон (1917—2004)           | Найджел Николсон (1917—2004)           | Найджел Николсон (1917—2004)           | Найджел Николсон (1917—2004)           | Найджел Николсон (1917—2004)           | Найджел Николсон (1917—2004)           |                              |                              | Бенедикт Николсон (1914—1978) | Бенедикт Николсон (1914—1978) | Бенедикт Николсон (1914—1978) | Бенедикт Николсон (1914—1978) | Бенедикт Николсон (1914—1978) | Бенедикт Николсон (1914—1978) |                              |                              | Луиза Вертова                | Луиза Вертова                | Луиза Вертова | Луиза Вертова | Луиза Вертова | Луиза Вертова |  |  |
|                              |                              |                              |                              |                              |                              |                  |                  |                           |                           |                           |                           |                                        |                                        |                                        |                                        |                                        |                                        |                              |                              |                               |                               |                               |                               |                               |                               |                              |                              |                              |                              |               |               |               |               |  |  |
|                              |                              |                              |                              |                              |                              |                  |                  |                           |                           |                           |                           |                                        |                                        |                                        |                                        |                                        |                                        |                              |                              |                               |                               |                               |                               |                               |                               |                              |                              |                              |                              |               |               |               |               |  |  |
| Джульет Николсон (род. 1954) | Джульет Николсон (род. 1954) | Джульет Николсон (род. 1954) | Джульет Николсон (род. 1954) | Джульет Николсон (род. 1954) | Джульет Николсон (род. 1954) |                  |                  | Адам Николсон (род. 1957) | Адам Николсон (род. 1957) | Адам Николсон (род. 1957) | Адам Николсон (род. 1957) | Адам Николсон (род. 1957)              | Адам Николсон (род. 1957)              |                                        |                                        | Ребекка Николсон (род. 1963)           | Ребекка Николсон (род. 1963)           | Ребекка Николсон (род. 1963) | Ребекка Николсон (род. 1963) | Ребекка Николсон (род. 1963)  | Ребекка Николсон (род. 1963)  |                               |                               | Ванесса Николсон (род. 1956)  | Ванесса Николсон (род. 1956)  | Ванесса Николсон (род. 1956) | Ванесса Николсон (род. 1956) | Ванесса Николсон (род. 1956) | Ванесса Николсон (род. 1956) |               |               |               |               |  |  |

#### Младший сын Найджел
Родился 19 января 1917 года в Лондоне. Получил привилегированное образование, обучался в Итоне и Баллиоле. Во время Второй мировой войны служил в британских гренадёрских войсках, за службу в которых в 1946 году стал кавалером Ордена Британской империи (M.B.E.). В послевоенные годы основал издательство «Вейденфелд & Николсон». С 1952 по 1959 год был членом палаты общин парламента Великобритании от консерваторов, дважды избираясь по округу Восточный Борнмут и Крайстчерч. Политической карьере положил конец скандал, связанный с изданием в 1959 году «Лолиты» Владимира Набокова.
После ухода из политики Найджел занимается литературным творчеством. Он пишет, в частности, биографии Мэри Карзон и Харольда Александера, выпускает шеститомник писем Вирджинии Вулф, дневниковые записи своего отца, а также «Семейный портрет» — ставшую знаменитой книгу, основанную на воспоминаниях и письмах Виты, большая часть которой посвящена отношениям Виты с Вайолет Трефузис.
В 1953 году женился на Филиппе д’Инкорт. Дети: Джульет, историк, Адам, писатель, и Ребекка, издатель. В 2000 году Найджел за заслуги перед Британской империей стал офицером Ордена Британской империи (O.B.E.). Скончался 23 сентября 2004 года.

## Образ Виты в искусстве, экранизации произведений
- «Семейный портрет» (англ. Portrait of a Marriage) — мелодрама 1990 года режиссёра Стивена Уиттекера, снятая по одноимённой книге Найджела Николсона. Мини-сериал посвящён отношениям Виты с Вайолет Трефузис.
- «Вита и Вирджиния» — спектакль по пьесе Айлин Эткинс, посвящённый взаимоотношениям Виты и Вирджинии Вулф.[24] Ранее Айлин создала моноспектакль «Собственная комната», в котором играла Вирджинию. Вдохновлённая успехом этой работы, она пишет пьесу, основанную на переписке Вулф с Витой.[25] В театральной постановке этой пьесы, премьера которой состоялась в 1992 году, её партнёршей стала Пенелопа Уилтон. В 1994 году в роли Виты выступила великолепная Ванесса Редгрейв.[26] Спектакль был удостоен нескольких театральных наград, и в дальнейшем пьеса ставилась неоднократно с участием различных актрис.[27][28][29][30]
- «Орландо» — роман Вирджинии Вулф, опубликованный в 1928 году. Вдохновлённый Витой, являющийся литературным воплощением Вирджинией эротических чувств к подруге, роман запечатлевает образ Виты в лице главного персонажа — Орландо[Л 21]. Принимающий то женский, то мужской облик, путешествующий сквозь века, Орландо, возможно, является самым точным отображением сложной и противоречивой натуры Виты[Л 8].
- «Орландо» — фильм 1992 года режиссёра Салли Поттер, экранизация романа Вирджинии Вулф. Роль Орландо, чьим прообразом в первоисточнике была Вита, сыграла Тильда Суинтон.
- «Всех страстей минувших» (англ. All Passion Spent) — мелодрама 1986 года режиссёра Мартина Френда, снятая по одноимённому роману Виты «All Passion Spent[англ.]».
- Композитор и исполнитель Майкл Хоппе[англ.] посвятил Вите композицию «Rendezvous» с альбома 1996 года «The Yearning (Romances for Alto flute Vol. 1)».
- «Вита и Вирджиния» — британский фильм 2018 года об отношениях между Витой и Вирджинией Вулф.